# Costeño con cuernos
La costeño con cuernos est une race bovine originaire de Colombie. Elle porte couramment le diminutif de CCC.

## Origine

### Étymologique et géographique

Département de Córdoba.

Elle provient d'une région côtière Atlantique, du département de Córdoba, et porte des cornes. Ce caractère morphologique la différencie de la race romosinuano de même origine. 

### Historique
Elle appartient à la population colombienne criollo, issue du métissage de bovins ibériques exportés en Amérique par Rodrigo de Bastidas en 1525, Pedro de Heredia en 1533 et Alonso Luís de Lugo en 1542, puis sélectionnés par plusieurs siècles de climat tropical. Le port de Séville avait l'exclusivité des départs vers l'Amérique, mais quelques voyages partis de Galice ont eu lieu et des escales fréquentes avaient lieu aux îles Canaries. Le bétail créole montre des ressemblances avec le bétail espagnol et portugais, démontrant son origine génétique.
Au début du XXe siècle, des races de zébu, bien adaptées au climat à alternance de périodes sèches et humides et bien résistant aux maladies tropicales, sont introduites en provenance d'Inde. Des métissages anarchiques ont lieu entre CCC et zébus : les agriculteurs utilisent les meilleurs taureaux pour améliorer leur troupeau. La population CCC diminue rapidement. En 1936, le gouvernement colombien finance la création de la  ranja de Montería, un centre de préservation du bétail créole dans la vallée du Río Sinú, une région de forêt tropicale sèche. 366 animaux bien représentatifs ont été achetées, 256 sans cornes, donnant la race romosinuano et 11 avec cornes, donnant la CCC. Le troupeau est installé dans le centre de recherche Turipaná depuis 1962. Ce centre recherche dépend du ministère de l'Agriculture de Colombie. 

## Morphologie

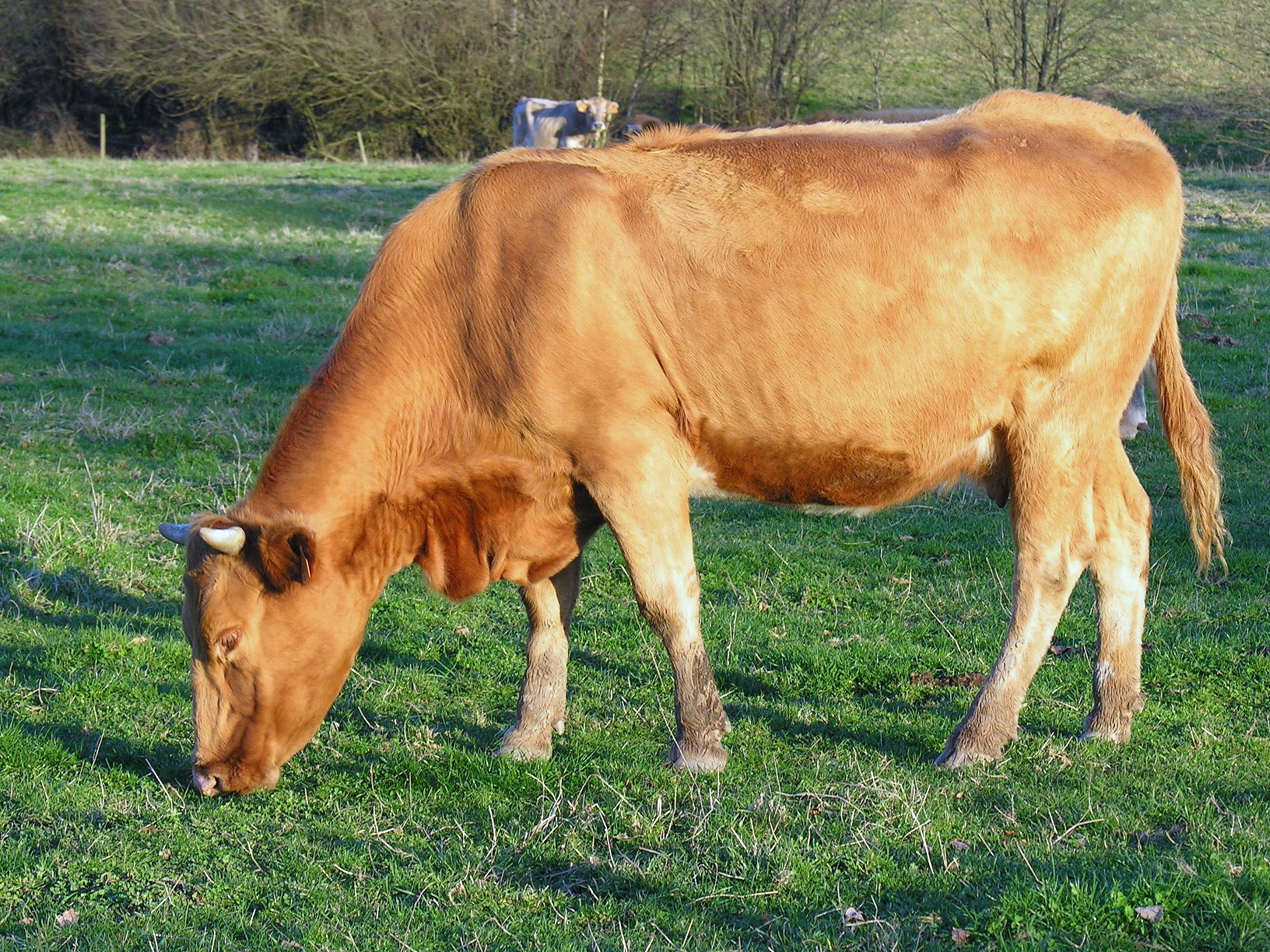
Vache rubia gallega présentant une grande ressemblance avec la CCC.

Le bétail CCC est de taille moyenne, entre 129 et 129 cm chez le mâle et entre 123 et 129 cm chez les femelles. La masse des animaux varie de 532 à 690 kg chez les taureaux et de 380 à 450 kg chez les vaches. 
La tête est mince, de profil concave et porte des cornes fines en lyre et de petites oreilles ovales. Le dos est droit et musclé chez les mâles, parfois un peu ensellé chez les femelles. Le train arrière est étroit et l'attache de la queue en crosse. Le bassin favorise des naissances sans dystocie. (difficulté à vêler) Les membres fins sont solides, comme les onglons, aptes à la marche en milieu boueux. 
Les animaux portent une robe unie rouge avec des nuances selon les individus, allant du froment au rouge acajou. Es auréoles plus claires entourent le mufle, les yeux, le pourtour des oreilles, les orifices anaux et génitaux du ventre et de l'intérieur des pattes. La peau est épaisse avec un pelage peu abondant, révélant une adaptation à la chaleur.

## Aptitudes
C'est une race mixte. Une étude menée par le centre de recherche a montré que la traite en l'absence du veau donne moins de lait et le tarissement est plus précoce, démontrant les qualités maternelles des vaches. Des croisements avec les races holstein et brown swiss ont montré une production nettement plus faible que les races européennes, mais le métissage avec taureau holstein a montré une production supérieure à la race holstein pure. Le troupeau a ensuite été transféré dans une unité de sélection bouchère, la traite étant suspendue et le lait réservé à la croissance des veaux. 
Les mesures dans la station de recherche ont montré une fertilité de 75%, une première mise bas à 37 mois et un intervalle entre naissances de 14 mois. Ces chiffres sont plus faibles que dans les élevages extérieurs, prouvant qu'un élevage avec conditions optimisées peut améliorer la production. La taille du veau à la naissance est relativement faible, 23,9 kg en moyenne. Ce fait induit un vêlage plus facile et une Involution utérine plus rapide, donc un intervalle entre vêlage raccourci. Le poids au sevrage, à huit mois, est de 173,3 kg, soit un gain quotidien de 610 grammes. Ensuite, la croissance n'est plus que de 230 grammes par jour. Ces résultats sont relativement proches des autres races criollo.
Les résultats de recherche montrent qu'en race pure, elles sont moins productives, mais elles ont un rôle important en métissage dans leur capacité à conférer une meilleure résistances aux conditions climatiques et parasitaires par rapport aux races européennes plus récemment introduites en Colombie. A ce titre, la préservation d'un noyau génétique reste important. La préservation de la race CCC reste tributaire de la station gouvernementale. Les effectifs restent faibles, 770 en 2018, après un point bas à 416 animaux au changement de millénaire.

## Sources